# 氏田良隆
氏田 良隆（うじた よしたか、1909年（明治42年）3月22日 - 没年不明）は、日本の政治家。新潟県両津市（現・佐渡市）長（4期）。

## 来歴
新潟県出身。1923年、加茂村（のち両津市、現・佐渡市）立尋常高等小学校卒。1933年、加茂村役場書記となり、のちに白瀬水電(株)に入り、会計課長となった。戦後の1947年、加茂村議会議員に当選、議長を務めた。1951年、加茂村長となる。1954年、加茂村は合併により、両津市が発足。合併後の市長選挙に立候補し、当選する。1958年に再選し、1962年は出馬しなかった。この間、新潟東観光(株)取締役、佐渡汽船(株)監査役を歴任した。4年後の1966年に両津市長に復帰、1970年に再選し、市長を1974年まで務めた。